# 矢島守一
矢島 守一（やじま もりかず、1845年（弘化2年） - 1922年（大正11年））は、明治時代に活躍した陸地測量師（陸軍技師）。現在の石川県出身。日露国境画定事業に際して天文測量を担当し、初めての国際的な測量事業に尽力したことで知られる。

## 経歴
弘化2年に金沢藩士の家に生まれる。明治7年2月2日陸軍省十一等出仕、参謀局第六課（測量課）創設時から天文測量、基線測量と一、二等三角測量に従事し、特に基線測量と天文測量で実績を残している。明治16年から17年にかけて、一等三角網における海軍観象台（後の日本経緯度原点の所在地）を原点とする方位角の決定を行い、三角測量の計算原子を構築した。
1886年（明治19年）5月22日、陸軍六等技師（奏任官）となる。1889年（明治22年）4月17日陸地測量師を任ぜられ、1895年（明治28年）12月28日高等官六等に陞進。1902年（明治35年）2月24日、陸地測量部班長を命ぜられる。
日露戦争後の1905年（明治38年）、ポーツマス条約で樺太の北緯50度以南を日本が領有することとなり、翌1906年（明治39年）5月18日、樺太境界制定委員を仰せつかり、1908年（明治41年）までにかけて、参謀本部陸地測量部の矢島陸地測量師を日本側の測量責任者とし、天文測量による日露両国の国境画定作業が行われた。明治39年12月27日、高等官五等に陞進。

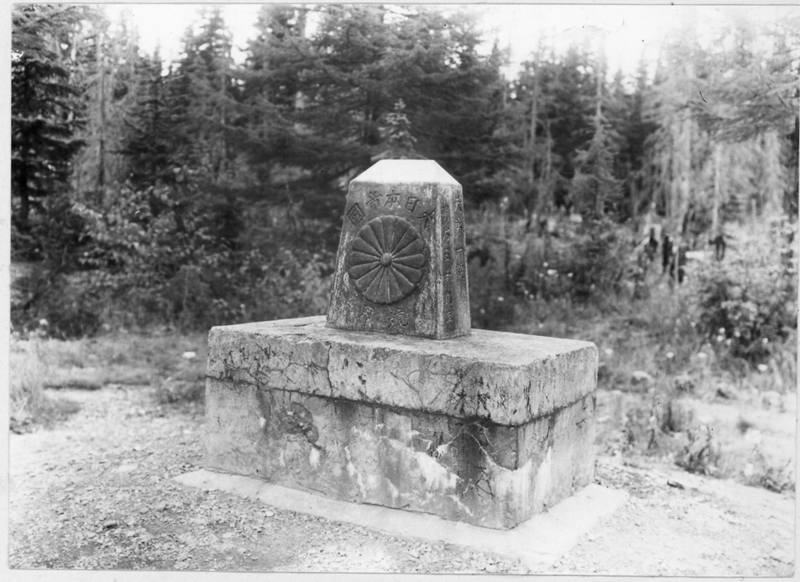
国境標石 天第一號：日本側
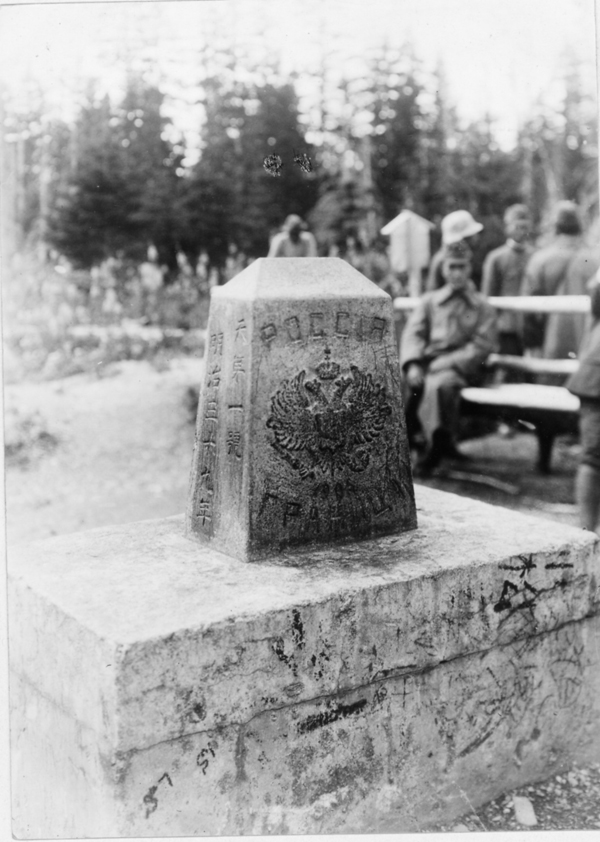
国境標石 天第一號：ロシア側

1911年（明治44年）11月20日高等官四等に陞進、同28日依願免官となり、1917年（大正6年）11月1日、本邦測量事務調査の嘱託となる。

## 栄典・授章・授賞
位階
- 1886年（明治19年）7月8日 - 正八位[10]
- 1892年（明治25年）4月1日 - 従七位[11]
- 1896年（明治29年）5月15日 - 正七位[12]
- 1901年（明治34年）8月31日 - 従六位[13]
- 1906年（明治39年）10月20日 - 正六位[14]
- 1911年（明治44年）10月30日 - 従五位[15]

勲章等
- 1893年（明治26年）12月28日 - 勲六等瑞宝章[16]
- 1900年（明治33年）12月20日 - 勲五等瑞宝章[17]
- 1906年（明治39年）4月1日 - 勲四等瑞宝章、明治三十七八年従軍記章[18]
- 1908年（明治41年）7月13日 - 旭日小綬章[19]

外国勲章佩用允許
- 1908年（明治41年）5月12日 - ロシア帝国：神聖アンナ第二等勲章[20]